# Ruder-Weltmeisterschaften 2023
Die Ruder-Weltmeisterschaften 2023 wurden vom 3. bis 10. September 2023 auf einem See der Save in Belgrad ausgetragen.
Bei den Meisterschaften wurden 27 Wettbewerbe ausgetragen, davon zehn für Männer, neun für Frauen sowie acht für Pararuderer beider Geschlechter. Teilnahmeberechtigt war eine Mannschaft je Wettbewerbsklasse aus den Mitgliedsverbänden des Weltruderverbandes. Teilnehmer aus Russland und Belarus waren nur eingeschränkt zugelassen. Eine Qualifikationsregatta wurde nicht durchgeführt.

## Ausgeschriebene Wettbewerbe
| Frauen           | Männer           | Pararudern               |
| ---------------- | ---------------- | ------------------------ |
| Einer            | Einer            | PR1-Einer (Frauen)       |
| LGW-Einer        | LGW-Einer        | PR1-Einer (Männer)       |
| Doppelzweier     | Doppelzweier     | PR2-Einer (Frauen)       |
| LGW-Doppelzweier | LGW-Doppelzweier | PR2-Einer (Männer)       |
| Doppelvierer     | Doppelvierer     | PR2-Doppelzweier (Mixed) |
| LGW-Doppelvierer | LGW-Doppelvierer | PR3-Doppelzweier (Mixed) |
| Zweier ohne      | Zweier ohne      | PR3-Zweier ohne (Männer) |
| LGW-Zweier ohne  | LGW-Zweier ohne  | PR3-Zweier ohne (Frauen) |
| Vierer ohne      | Vierer ohne      | PR3-Vierer mit (Mixed)   |
| Achter           | Achter           |                          |

Die Wettbewerbe im LGW-Doppelvierer der Frauen und im PR3-Zweier ohne Steuerfrau fanden mangels Beteiligung nicht statt.

## Ergebnisse
Hier sind die Medaillengewinner aus den A-Finals aufgelistet. Diese waren mit bis zu sechs Booten besetzt, die sich über Vor- und Hoffnungsläufe sowie Viertel- und Halbfinals für das Finale qualifizieren mussten. Die Streckenlänge betrug in allen Läufen 2000 Meter.

### Männer
| Bootsklasse                                  | Gold | Gold        | Silber | Silber      | Bronze | Bronze                                                         |
| -------------------------------------------- | --- | ----------- | --- | ----------- | --- | -------------------------------------------------------------- |
| Einer (M1x)                                  | Deutschland Oliver Zeidler | 6:38,08 min | Niederlande Simon van Dorp | 6:39,26 min | Neuseeland Thomas Mackintosh | 6:40,33 min                                                    |
| Leichtgewichts-Einer (LM1×)                  | Schweiz Andri Struzina | 7:42,41 min | Italien Niels Torre | 7:44,90 min | Polen Artur Mikołajczewski | 7:47,72 min                                                    |
| Doppelzweier (M2x)                           | Niederlande Melvin Twellaar Stef Broenink | 6:09,19 min | Kroatien Martin Sinković Valent Sinković | 6:12,44 min | Irland Daire Lynch Philip Doyle | 6:13,41 min                                                    |
| Leichtgewichts-Doppelzweier (LM2x)           | Irland Fintan McCarthy Paul O’Donovan | 6:32,09 min | Schweiz Jan Schäuble Raphaël Ahumada | 6:34,38 min | Italien Stefano Oppo Gabriel Soares | 6:34,77 min                                                    |
| Doppelvierer (M4x)                           | Niederlande Lennart van Lierop Finn Florijn Tone Wieten Koen Metsemakers                                                                          | 5:52,33 min | Italien Nicolò Carucci Andrea Panizza Luca Chiumento Giacomo Gentili                                                                                                  | 5:54,58 min | Polen Dominik Czaja Fabian Barański Mirosław Ziętarski Mateusz Biskup                                                                           | 5:55,02 min                                                    |
| Leichtgewichts-Doppelvierer (LM4×)           | Italien Luca Borgonovo Nicolò Demiliani Pietro Ruta Matteo Tonelli                                                                                | 6:29,42 min | Deutschland Max von Bülow Simon Klüter Fabio Kress Joachim Agne | 6:37,83 min | nur drei Boote am Start, es wurden nur zwei Medaillen vergeben                                                                                  | nur drei Boote am Start, es wurden nur zwei Medaillen vergeben |
| Zweier ohne Steuermann (M2-)                 | Schweiz Roman Röösli Andrin Gulich | 6:51,09 min | Großbritannien Oliver Wynne-Griffith Thomas George | 6:53,46 min | Irland Ross Corrigan Nathan Timoney | 6:54,22 min                                                    |
| Leichtgewichts-Zweier ohne Steuermann (LM2−) | Italien Francesco Bardelli Stefano Pinsone | 7:34,82 min | Ungarn Bence Szabó Kálmán Furkó | 7:40,23 min | Moldau Dmitrii Zincenco Nichita Naumciuc | 7:57,24 min                                                    |
| Vierer ohne Steuermann (M4-)                 | Großbritannien Oliver Wilkes David Ambler Matthew Aldridge Freddie Davidson                                                                       | 6:04,35 min | Vereinigte Staaten Justin Best Nicholas Mead Michael Grady Liam Corrigan                                                                                              | 6:06,37 min | Neuseeland Ollie Maclean Logan Ullrich Thomas Murray Matt Macdonald                                                                             | 6:08,44 min                                                    |
| Achter (M8+)                                 | Großbritannien Jacob Dawson Morgan Bolding Rory Gibbs Sholto Carnegie Charles Elwes Thomas Digby James Rudkin Thomas Ford Harry Brightmore (Stm.) | 5:24,20 min | Niederlande Guus Mollee Olav Molenaar Jan van der Bij Guillaume Krommenhoek Sander de Graaf Jacob van de Kerkhof Gert-Jan van Doorn Mick Makker Dieuwke Fetter (Stf.) | 5:25,23 min | Australien Patrick Holt Joshua Hicks Ben Canham Timothy Masters Jack Robertson Jack O’Brien Angus Dawson Angus Widdicombe Kendall Brodie (Stm.) | 5:26,65 min                                                    |

### Frauen
| Bootsklasse                                  | Gold | Gold        | Silber | Silber      | Bronze | Bronze                                                         |
| -------------------------------------------- | --- | ----------- | --- | ----------- | --- | -------------------------------------------------------------- |
| Einer (W1x)                                  | Niederlande Karolien Florijn | 7:14,35 min | Neuseeland Emma Twigg | 7:19,43 min | Australien Tara Rigney | 7:21,07 min                                                    |
| Leichtgewichts-Einer (LW1×)                  | Irland Siobhan McCrohan | 8:47,96 min | Mexiko Kenia Lechuga | 8:51,57 min | Vereinigte Staaten Sophia Luwis | 8:52,48 min                                                    |
| Doppelzweier (W2x)                           | Rumänien Nicoleta-Ancuța Bodnar Simona Radiș | 6:46,94 min | Litauen Donata Karalienė Dovilė Rimkutė | 6:50,34 min | Vereinigte Staaten Kristina Wagner Sophia Vitas | 6:50,45 min                                                    |
| Leichtgewichts-Doppelzweier (LW2x)           | Großbritannien Emily Craig Imogen Grant | 7:19,23 min | Vereinigte Staaten Mary Jones Michelle Sechser | 7:22,89 min | Rumänien Mariana Laura Dumitru Ionela-Livia Cozmiuc | 7:23,70 min                                                    |
| Doppelvierer (W4x)                           | Großbritannien Lauren Henry Hannah Scott Lola Anderson Georgina Megan Brayshaw                                                                                    | 6:29,70 min | Niederlande Roos de Jong Tessa Dullemans Laila Youssifou Bente Paulis | 6:30,37 min | Volksrepublik China Chen Yunxia Zhang Ling Lyu Yang Cui Xiaotong                                                                                        | 6:35,05 min                                                    |
| Zweier ohne Steuerfrau (W2-)                 | Niederlande Ymkje Clevering Veronique Meester | 7:20,52 min | Australien Jessica Morrison Annabelle McIntyre | 7:22,90 min | Rumänien Ioana Vrînceanu Roxana Anghel | 7:24,33 min                                                    |
| Leichtgewichts-Zweier ohne Steuerfrau (LW2−) | Italien Serena Mossi Elisa Grisoni | 8:33,13 min | Deutschland Luise Munch Eva Hohoff | 8:40,64 min | nur drei Boote am Start, es wurden nur zwei Medaillen vergeben                                                                                          | nur drei Boote am Start, es wurden nur zwei Medaillen vergeben |
| Vierer ohne Steuerfrau (W4-)                 | Niederlande Marloes Oldenburg Hermine Catherine Drenth Tinka Offereins Benthe Boonstra                                                                            | 6:41,82 min | Rumänien Mădălina Bereș Maria Lehaci Maria-Magdalena Rusu Amalia Bereș | 6:43,29 min | Großbritannien Heidi Long Rowan McKellar Helen Glover Rebecca Shorten                                                                                   | 6:44,31 min                                                    |
| Achter (W8+)                                 | Rumänien Maria-Magdalena Rusu Roxana Anghel Adriana Adam Iuliana Buhuș Mădălina Bereș Maria Lehaci Ioana Vrînceanu Amalia Bereș Victoria-Ștefania Petreanu (Stf.) | 6:01,28 min | Vereinigte Staaten Emily Froehlich Margaret Hedeman Jessica Thoennes Regina Salmons Alina Hagstrom Brooke Mooney Mary Mazzio-Manson Charlotte Buck Cristina Castagna (Stf.) | 6:03,73 min | Australien Paige Barr Georgie Gleeson Olympia Aldersey Lily Alton-Triggs Georgina Rowe Jacqueline Swick Molly Goodman Bronwyn Cox Hayley Verbunt (Stf.) | 6:04,17 min                                                    |

### Para-Rudern
| Bootsklasse                                 | Gold | Gold         | Silber                                                                                            | Silber                                                       | Bronze                                                                                  | Bronze                                                       |
| ------------------------------------------- | --- | ------------ | ------------------------------------------------------------------------------------------------- | ------------------------------------------------------------ | --------------------------------------------------------------------------------------- | ------------------------------------------------------------ |
| PR1-Einer (PR1 M1x)                         | Ukraine Roman Poljanskyj                                                                                      | 8:59,60 min  | Italien Giacomo Perini                                                                            | 9:04,40 min                                                  | Großbritannien Benjamin Pritchard                                                       | 9:09,43 min                                                  |
| PR1-Einer (PR1 W1x)                         | Norwegen Birgit Skarstein                                                                                     | 10:05,91 min | Frankreich Nathalie Benoit                                                                        | 10:07,70 min                                                 | Ukraine Anna Scheremet                                                                  | 10:10,31 min                                                 |
| PR2-Einer Männer (PR2 M1x)                  | Niederlande Corné de Koning                                                                                   | 9:48,32 min  | Italien Gian Filippo Mirabile                                                                     | 10:08,88 min                                                 | Deutschland Paul Umbach                                                                 | 10:42,49 min                                                 |
| PR2-Einer Frauen (PR2 W1x)                  | Ukraine Anna Ajssanowa                                                                                        | 12:03,39 min | nur zwei Boote am Start, es wurde nur eine Medaille vergeben                                      | nur zwei Boote am Start, es wurde nur eine Medaille vergeben | nur zwei Boote am Start, es wurde nur eine Medaille vergeben                            | nur zwei Boote am Start, es wurde nur eine Medaille vergeben |
| PR2-Doppelzweier Mixed (PR2 Mix2x)          | Vereinigtes Königreich Lauren Rowles Gregg Stevenson                                                          | 8:45,67 min  | Volksrepublik China Liu Shuang Jiang Jijian                                                       | 8:47,28 min                                                  | Polen Jolanta Majka Michal Gadowski                                                     | 9:05,13 min                                                  |
| PR3-Zweier ohne Steuermann (PR3 M2−)        | Ukraine Andrij Sywych Ivan Kupritschuk                                                                        | 8:30,78 min  | nur zwei Boote am Start, es wurde nur eine Medaille vergeben                                      | nur zwei Boote am Start, es wurde nur eine Medaille vergeben | nur zwei Boote am Start, es wurde nur eine Medaille vergeben                            | nur zwei Boote am Start, es wurde nur eine Medaille vergeben |
| PR3-Doppelzweier Mixed (PR3 Mix2x)          | Australien Nikki Ayers Jed Altschwager                                                                        | 8:07,07 min  | Vereinigte Staaten Gemma Wollenschlaeger Todd Vogt                                                | 8:15,22 min                                                  | Frankreich Elur Alberdi Laurent Cadot                                                   | 8:27,09 min                                                  |
| PR3-Vierer mit Steuerfrau/-mann (PR3 Mix4+) | Vereinigtes Königreich Francesca Allen Morgan Fice-Noyes Giedre Rakauskaite Edward Fuller Erin Kennedy (Stf.) | 7:22,20 min  | Vereinigte Staaten Skylar Dahl Saige Harper Alex Flynn Benjamin Washburne Emelie Eldracher (Stf.) | 7:25,01 min                                                  | Deutschland Susanne Lackner Jan Helmich Marc Lembeck Kathrin Marchand Inga Thöne (Stf.) | 7:29,74 min                                                  |

## Medaillenspiegel
| Platz | Land                   | Gold | Silber | Bronze | Gesamt |
| ----- | ---------------------- | ---- | ------ | ------ | ------ |
| 1     | Niederlande            | 6    | 3      |        | 9      |
| 2     | Vereinigtes Königreich | 6    | 1      | 2      | 9      |
| 3     | Italien                | 3    | 4      | 1      | 8      |
| 4     | Ukraine                | 3    |        | 1      | 4      |
| 5     | Rumänien               | 2    | 1      | 2      | 5      |
| 6     | Schweiz                | 2    | 1      |        | 3      |
| 7     | Irland                 | 2    |        | 2      | 4      |
| 8     | Deutschland            | 1    | 2      | 2      | 5      |
| 9     | Australien             | 1    | 1      | 3      | 5      |
| 10    | Norwegen               | 1    |        |        | 1      |
| 11    | Vereinigte Staaten     |      | 5      | 2      | 7      |
| 12    | Neuseeland             |      | 1      | 2      | 3      |
| 13    | Volksrepublik China    |      | 1      | 1      | 2      |
| 13    | Frankreich             |      | 1      | 1      | 2      |
| 15    | Kroatien               |      | 1      |        | 1      |
| 15    | Litauen                |      | 1      |        | 1      |
| 15    | Mexiko                 |      | 1      |        | 1      |
| 15    | Ungarn                 |      | 1      |        | 1      |
| 19    | Polen                  |      |        | 3      | 3      |
| 20    | Moldau                 |      |        | 1      | 1      |
| Summe | Summe                  | 27   | 25     | 23     | 75     |